# Клінопіроксеніт
Клінопіроксеніт — плутонічна гірська порода основного складу нормального ряду з сімейства основних ультрамафітів (піроксенітів — горнблендітів), складена практично повністю клінопіроксеном; може містити також ортопіроксен (до 10 %), рогову обманку (до 10 %), олівін (<5 %), плагіоклаз (до 10 %).
Різновиди: клінопіроксеніт плагіоклазовий, роговообманковий (амфіболу 10-50 %) .

## Інтернет-ресурси
- Вікісховище має мультимедійні дані за темою: Клінопіроксеніт
- Клинопироксенит [Архівовано 26 червня 2021 у Wayback Machine.]
- Flett, John Smith (1911). Pyroxenite . У Chisholm, Hugh (ред.). // Encyclopædia Britannica (англ.). Т. 22 (вид. 11-те). Cambridge University Press. с. 697.